# John Delaney
John Kevin Delaney (Wood-Ridge, 16 aprile 1963) è un politico e imprenditore statunitense, membro della Camera dei Rappresentanti per lo stato del Maryland dal 2013 al 2019.

## Biografia
Figlio di un elettricista, Delaney nacque e crebbe nel New Jersey. Dopo gli studi alla Columbia e alla Georgetown University, fondò la Health Care Financial Partners, una compagnia che si occupa di finanziamenti sanitari. Nel 1998 la società venne quotata presso il NYSE. Nel 2000 Delaney cofondò un'altra azienda, la CapitalSource, anch'essa quotata presso il NYSE.
In seguito Delaney entrò in politica con il Partito Democratico e nel 2012 si candidò alla Camera dei Rappresentanti contro il deputato repubblicano in carica da vent'anni Roscoe Bartlett. Il distretto era stato ridefinito in occasione delle elezioni e la sua composizione era variata in favore di un elettorato più vicino ai democratici; Bartlett, che era un noto conservatore, venne facilmente sconfitto da Delaney, che divenne così deputato.
Il 28 luglio 2017 è il primo esponente del Partito Democratico ad annunciare la propria candidatura alle primarie democratiche in vista delle elezioni presidenziali del 2020, salvo poi ritirarsi dalla competizione il 31 gennaio 2020 a causa dei consensi molto bassi.

## Vita privata
Delaney e la moglie April McClain-Delaney si sono incontrati al Georgetown University Law Center e hanno quattro figlie. A Washington la moglie lavorò come responsabile di  un'organizzazione senza scopo di lucro dedicata all'educazione delle famiglie sui social media e nel 2024 fu eletta anch'ella deputata. Due delle figlie frequentano la Northwestern University .
È stato membro del Consiglio di amministrazione di diverse organizzazioni: la St. Patrick's Episcopal Day School (presidente), la Georgetown University, la National Symphony Orchestra e il Centro internazionale di ricerca sulle donne.